# Процишин, Кирилл Олегович
Кирилл Олегович Процишин (22 февраля 1995, Харцызск, Донецкая область) — украинский футболист, центральный защитник клуба «Мурас Юнайтед».

## Биография
Воспитанник клуба «Металлург» (Донецк). В 2011 году перешёл в юношескую команду киевского «Динамо», а в сезоне 2012/13 сыграл 7 матчей за молодёжный состав киевлян. В сезоне 2013/14 провёл 28 матчей и забил один гол в молодёжном первенстве за резервный состав полтавской «Ворсклы». В феврале 2015 года подписал контракт с клубом первой лиги Украины «Сумы», но не выходил на поле.
В сезоне 2015/16 выступал за клуб второй лиги Украины «Барса» (Сумы), затем в течение двух с половиной сезонов играл за другой клуб второй лиги — «Энергия» (Новая Каховка). Несколько раз включался в символические сборные тура второй лиги. В 2019 году играл за клубы чемпионатов ДНР и Крыма.
В 2020 году перешёл в клуб чемпионата Кыргызстана «Алай» (Ош). В следующем сезоне выступал за клуб «Абдыш-Ата» (Кант), с которым стал серебряным призёром чемпионата страны. Весной 2022 года играл за бишкекскую «Алгу», а затем перешёл в клуб третьей лиги Польши «Одра» (Водзислав-Слёнски), где провёл полсезона. Летом 2023 года вернулся в Кыргызстан и выступал за «Илбирс», «Алай» и «Мурас Юнайтед».
Рассматривался как кандидат в сборную ДНР, однако не играл за неё. В феврале 2020 года принял участие в товарищеском матче за «Кызылташ» против сборной ДНР.

## Достижения
- Серебряный призёр чемпионата Кыргызстана: 2021